# 在ザンビア日本国大使館
在ザンビア日本国大使館（英語: Embassy of Japan in Zambia）は、ザンビアの首都ルサカにある日本の大使館。
1964年10月24日、ザンビアが独立すると同時に日本が独立を承認。1970年1月、ルサカに在ザンビア日本国大使館が開設された。

## 住所
- 所在地: No.5218, Haile Selassie Avenue, Lusaka[2]
- 私書箱: P.O. Box 34190, Lusaka[2]